# Jerzy Grodek

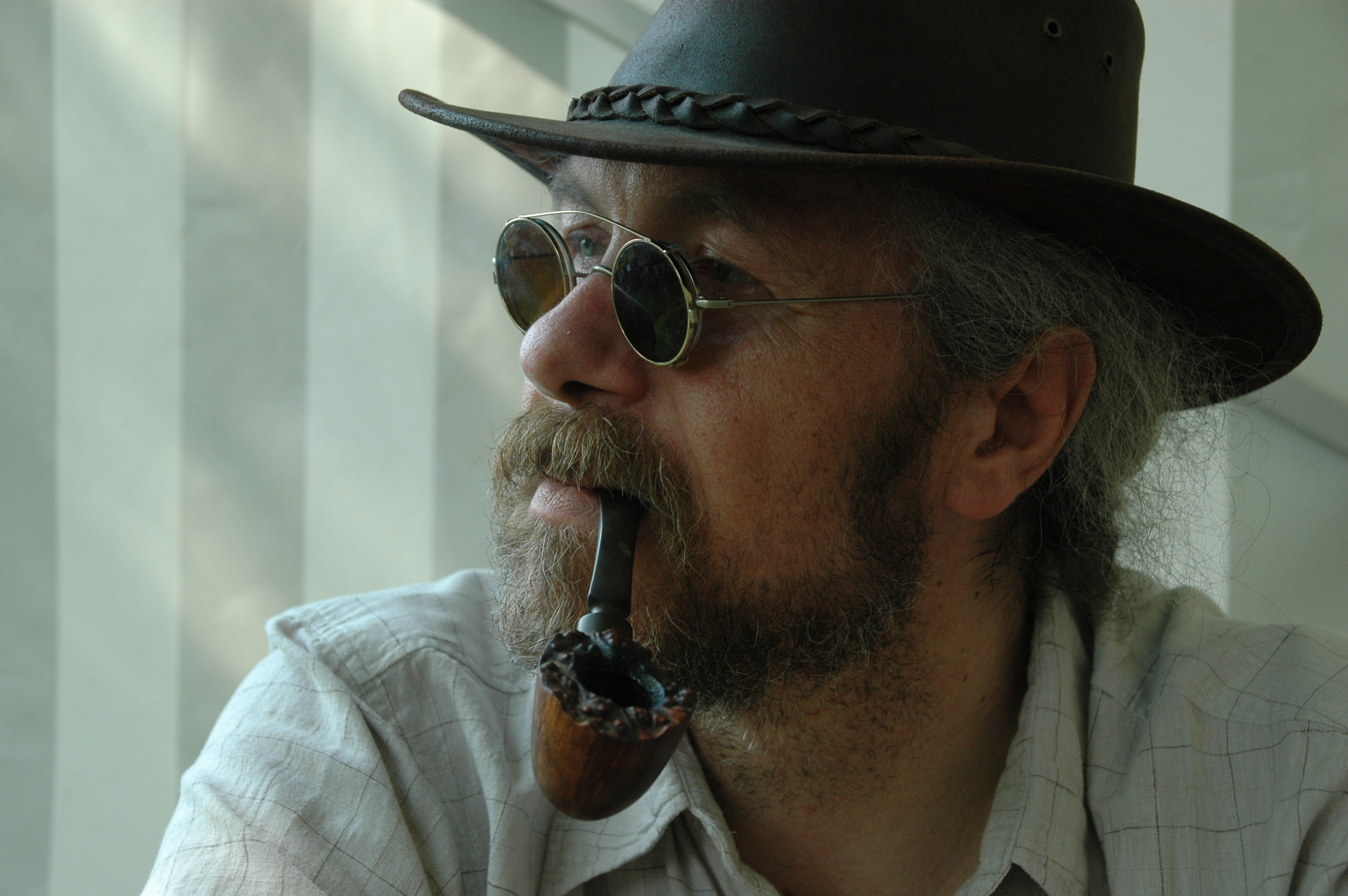
Jerzy Grodek

Jerzy Grodek (geboren am 11. Oktober 1959) ist ein polnischer Aphoristiker, Satiriker und Autor. Er lebt mit seiner Familie in der Nähe von Berlin.

## Leben
Jerzy Grodek wurde in Gorzów Wielkopolski geboren. Er war Mitglied im Redaktionsausschuss der Schulzeitung und veröffentlichte in der Monatsschrift "Gorzowska Przemysłówka". Seit 1985 lebt er ständig in Deutschland. 1995 erschien seine erste Sammlung von Aphorismen mit dem Titel „AfEryzmy“. Von 1999 bis 2001 war er Mitarbeiter des Literaturbüros Frankfurt/Oder.
Seit 2007 ist Grodek Mitglied im Polnischen Schriftstellerverband und gehört dem Polnischen Verband der Autoren, Journalisten und Übersetzer in Europa Association Polonaise des Auteurs, Journalistes et Traducteurs en Europe (APAJTE) an. Jerzy Grodek schreibt für polnische und in Deutschland erscheinende polnischsprachige Zeitungen und Zeitschriften.
Jerzy Grodek ist Mitglied der World Federation of Pipe Clubs. Er ist Deutscher Meister (2010) und zweimaliger ostdeutscher Meister (2005 und 2006) im freien Pfeifenrauchen.

## Werke / Veröffentlichungen
| Titel                                     | Veröffentlichung   | ISBN              |
| ----------------------------------------- | ------------------ | ----------------- |
| Aferyzmy                                  | Gorzów Wlkp, 1995  |                   |
| Imponderabilia                            | Gorzów Wlkp, 1999  | 83-88135-95-3     |
| Pyk i przytyk                             | Gorzów Wlkp, 2004  |                   |
| Jerzy który się Jeży                      | Zielona Góra, 2005 |                   |
| Myśli dymkiem przeplatane                 | Chojna, 2006       |                   |
| Mit Rauchwölkchen durchflochtene Gedanken | Chojna, 2007       |                   |
| Slabości Codzienności                     | Gorzów Wlkp, 2015  | 978-83-63189-67-9 |
| Polityka tyka                             | Gorzów Wlkp, 2015  | 978-83-63189-66-2 |